# Campeonato Mundial de Corta-Mato de 1993
O 21º Campeonato Mundial de Corta-Mato foi realizado em 28 de março de 1993, em Amorebieta-Etxano, Espanha. 

## Resultados

### Corrida Longa Masculina

#### Individual
| Medalha | Atleta        | País   | Tempo     |
| Ouro    | William Sigei | Quênia | 32:51 min |
| Prata   | Dominic Kirui | Quênia | 32:56 min |
| Bronze  | Ismael Kirui  | Quênia | 32:59 min |

#### Equipas
| Medalha | Selecção | Marca   |
| Ouro    | Quênia · William Sigei (1º) · Dominic Kirui (2º) · Ismael Kirui (3º) · Moses Tanui (4º) · Ezequiel Bitok (5º) · Paul Tergat (10º)                     | 25 pts  |
| Prata   | Etiópia · Haile Gebrselassie (7º) · Addis Abebe (8º) · Worku Bikila (9º) · Fita Bayissa (16º) · Abraham Assefa (19º) · Kidane Gebrmichael (23º)       | 82 pts  |
| Bronze  | Portugal · Domingos Castro (12º) · Paulo Guerra (21º) · Carlos Monteiro (22º) · Joaquim Pinheiro (25º) · João Junqueira (41º) · Carlos Patricio (46º) | 167 pts |

### Corrida Júnior Masculina

#### Individual
| Medalha | Atleta             | País   | Tempo     |
| Ouro    | Philip Mosima      | Quênia | 20:18 min |
| Prata   | Christopher Koskei | Quênia | 20:20 min |
| Bronze  | Josephat Machuka   | Quênia | 20:23 min |

#### Equipas
| Medalha | Selecção | Marca  |
| Ouro    | Quênia   | 10 pts |
| Prata   | Etiópia  | 27 pts |
| Bronze  | Marrocos | 76 pts |

### Corrida Longa Feminina

#### Individual
| Medalha | Atleta              | País           | Tempo     |
| Ouro    | Albertina Dias      | Portugal       | 20:00 min |
| Prata   | Catherina McKiernan | Irlanda        | 20:09 min |
| Bronze  | Lynn Jennings       | Estados Unidos | 20:09 min |

#### Equipas
| Medalha | Selecção                                                                                       | Marca   |
| Ouro    | Quênia · Pauline Konga (7ª) · Helen Kimaiyo (12ª) · Esther Kiplagat (16ª) · Jane Ngotho (17ª)  | 52 pts  |
| Prata   | Japão · Kazumi Kanbayashi (10ª) · Tsugumi Fukuyama (20ª) · Yumi Osaki (27ª) · Kumi Araki (36ª) | 93 pts  |
| Bronze  | França · Farida Fatès (8ª) · Odile Ohier (14ª) · Annette Palluy (34ª) · Annick Clouvel (44ª)   | 100 pts |

### Corrida Júnior Feminina

#### Individual
| Medalha | Atleta            | País   | Tempo     |
| Ouro    | Gladys Ondeyo     | Quênia | 14:04 min |
| Prata   | Pamela Chepchumba | Quênia | 14:09 min |
| Bronze  | Sally Barsosio    | Quênia | 14:11 min |

#### Equipas
| Medalha | Selecção | Marca  |
| Ouro    | Quênia   | 10 pts |
| Prata   | Japão    | 41 pts |
| Bronze  | Etiópia  | 61 pts |